# Pracownicy Komunikacji Ameryki
Pracownicy Komunikacji Ameryki (ang. Communications Workers of America, CWA) – związek zawodowy pracowników komunikacji i mediów działający w Stanach Zjednoczonych od 1947.
Jest zrzeszony w centrali związkowej Centrum Organizacji Strategicznej (SOC) oraz Amerykańskiej Federacji Pracy-Kongres Przemysłowych Związków Zawodowych (AFL-CIO).

## Historia
Korzenie CWA sięgają założonej w 1938 Krajowej Federacji Pracowników Telefonicznych (NFTW) po ukazaniu się Ustawy Wagnera. NFTW była federacją suwerennych lokalnych niezależnych związków, która nie miała władzy nad zrzeszonymi lokalnymi organizacjami, co stawiało ją w niekorzystnej sytuacji organizacyjnej. Po przegranym strajku z AT&T w 1947 federacja pod przewodnictwem Josepha A. Beirne’a zreorganizowała się jako CWA, ogólnokrajowy związek zawodowy, który w 1949 przyłączył się do Kongresu Organizacji Przemysłowych (CIO). Kanadyjscy członkowie związku odłączyli się w 1972, tworząc związek Pracownicy Komunikacji Kanady (CWC).
Przy wsparciu CWA 4 września 2021 powstał Alphabet Workers Union, pierwszy związek zawodowy w Alphabet Inc. będącej firmą matką m.in. Google.
24 lipca 2024 500 artystów, projektantów, inżynierów, producentów i testerów jakości pracujących nad World of Warcraft w Blizzard Entertainment zagłosowało za utworzeniem związku zawodowego w ramach CWA.